# Pamela Jiles

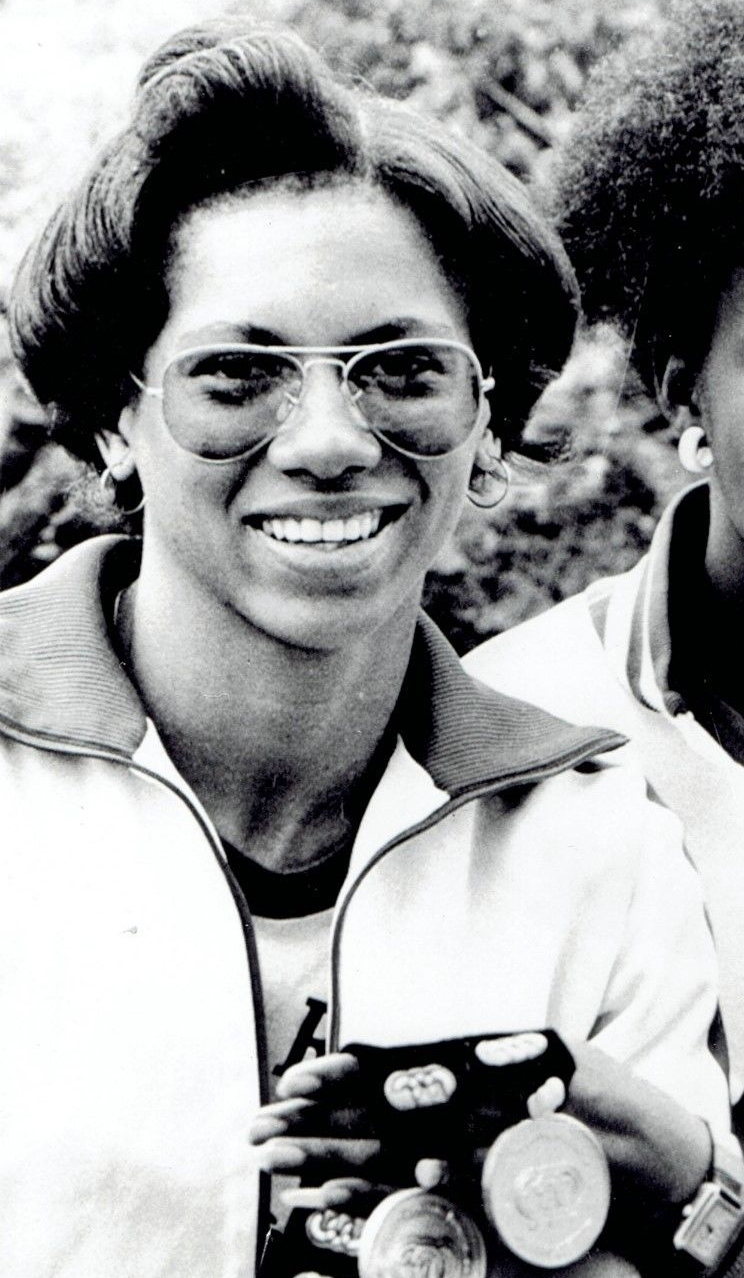
Sprinterin Pamela Jiles 1975

Pamela Jiles (Pamela Theresa „Pam“ Jiles; * 10. Juli 1955 in New Orleans) ist eine ehemalige US-amerikanische Sprinterin.
Bei den Panamerikanischen Spielen 1975 in Mexiko-Stadt gewann sie Gold über 100 und Silber über 200 Meter.
Im Jahr darauf verpasste sie bei den US-Ausscheidungskämpfen für die Olympischen Spiele in Montreal als jeweils Vierte über 100 und 200 Meter knapp die Teilnahme an einem Einzelwettbewerb. Stattdessen startete sie in der olympischen 4-mal-400-Meter-Staffel und gewann mit der US-Mannschaft in der Besetzung Debra Sapenter, Sheila Ingram, Jiles und Rosalyn Bryant die Silbermedaille in 3:22,81 min hinter der DDR-Stafette, die mit 3:19,23 min einen Weltrekord aufstellte.

## Persönliche Bestzeiten
- 100 m: 11,31 s, 21. Juni 1976, Eugene
- 200 m: 22,81 s, 16. Oktober 1975, Mexiko-Stadt
- 400 m: 52,64 s, 13. Mai 1977, Kingston